# 청소년도서관
청소년도서관은 광주광역시 남구에 있는 도서관이다.

## 연혁
- 2014년 1월 28일 도서관 건축 설계공모
- 2014년 7월 24일 구민도서관 건립 주민 공청회 개최
- 2014년 8월 18일 도서관 명칭 변경(구민도서관 → 청소년도서관)
- 2014년 11월 5일 기본 및 실시설계 완료
- 2014년 12월 30일 공사 착공
- 2017년 5월 31일 공사 준공
- 2017년 7월 31일 임시 개관
- 2017년 9월 27일 정식 개관

## 시설 현황
- 1층: 청소년자료실, 어린이자료실, 영유아자료실

## 이용 안내
이용 시간
- 평일 09:00 ~ 18:00 / 토·일요일 09:00 ~ 17:00

휴관일
- 매월 첫째, 셋째 월요일
- 관공서 공휴일(공휴일이 토, 일요일과 겹칠 경우 휴관)
- 임시휴관일: 도서관 사정으로 관장이 지정한 날